# Huseyn Rahimli
Huseyn Rahimli (en azéri : Hüseyn Natiq oğlu Rəhimli; né le 10 juillet 1995) est un judoka azerbaïdjanais, vainqueur des Jeux paralympiques d'été de 2020 à Tokyo, champion du monde parmi les aveugles et malvoyants en 2022, dans la compétition par équipe.

## Carrière sportive
Huseyn Rahimli remporte la médaille de bronze aux Jeux Universiades parmi les étudiants organisés à Gwangju (Corée du Sud) en 2015.
Plus tard, Huseyn Rahimli, qui participe au Championnat d'Europe à Walsall (Royaume-Uni), achève le tournoi avec une médaille de bronze.
En 2018, Huseyn Rahimli perd le dernier match du tournoi individuel du Championnat du monde organisé à Odivelas (Portugal) et remport la médaille d'argent.
En 2019, Huseyn Rahimli remporte le match final du Championnat d'Europe organisé à Gênes (Italie) et gagne la médaille d'or. Il se qualifie pour les Jeux Paralympiques de 2021 grâce aux points de classement qu'il récolte lors des tournois internationaux. Après une lutte intense contre son adverseur il devient vainqueur des XVIes Jeux Paralympiques d'été.
Conformément au décret du président azerbaïdjanais Ilham Aliyev du 6 septembre 2021, Huseyn Natig oghlu Rahimli est décoré de l'ordre du 1er degré « Pour service rendu au pays » pour ses réalisations aux XVIes Jeux paralympiques d'été et ses services dans les sports azerbaïdjanais.